# Biblioteca Municipal - Can Castells
La Biblioteca Municipal - Can Castells és una biblioteca pública del municipi de Sant Boi de Llobregat (Baix Llobregat). L'edifici és una obra inclosa en l'Inventari del Patrimoni Arquitectònic de Catalunya.

## Edifici
És un habitatge de planta quadrada, format per planta baixa, un pis i terrat amb torratxa. Té dues galeries laterals porticades al nivell baix que omplen tota la llargada de la casa a ambdós costats. La façana consta d'una porta central amb un inici de marquesina de forja i dues finestres rectangulars. Al primer pis hi ha tres balcons amb barana de laminat de ferro. Sobre aquest pis i en la totalitat de l'edifici hi ha un ràfec marcant una forta horitzontal i separant el terrat, amb balustres de terracota, igual que la barana superior de la torratxa. Tant els florons que adornen les cimeres com les decoracions de les finestres i cantonades són també de terracota.
El conjunt de l'edifici desprèn un caire historicista donat pels porxos dels baixos, els estucs estan simulant carreus de les cantonades i els florons neobarrocs.

## Història
Aquesta torre es va construir per habitatge de Lluís Castells i Comas (1827-1893), financer que feu diverses fundacions religioses i culturals, i que fou també el que construí el nou pont de Sant Boi. Aquest carrer, que antigament es deia Sant Climent, prengué a la seva mort el nom de Lluís Castells. Posteriorment, la casa noucentista passà a ser Biblioteca Municipal, en substitució de la que hi havia instal·lada a Cal Sílio al carrer Major.